# Aglossorrhyncha torricellensis
Aglossorrhyncha torricellensis är en orkidéart som beskrevs av Rudolf Schlechter. Aglossorrhyncha torricellensis ingår i släktet Aglossorrhyncha och familjen orkidéer. Inga underarter finns listade i Catalogue of Life.